# Río Chinchao
Der Río Chinchao ist ein etwa 52 km langer linker Nebenfluss des Río Huallaga in Zentral-Peru in der Provinz Huánuco in der Region Huánuco.

## Flusslauf
Der Río Chinchao entspringt in der peruanischen Zentralkordillere im Westen des Distrikts Chinchao auf einer Höhe von ungefähr 3760 m. Er fließt anfangs 4 km nach Norden und wendet sich im Anschluss in Richtung Ostsüdost, später nach Osten. Ab Flusskilometer 30 fließt der Río Chinchao nach Nordosten, auf den letzten 10 km in Richtung Ostnordost. Auf den unteren 25 Kilometern verläuft die Nationalstraße 18A (Huánuco–Tingo María) entlang dem rechten Flussufer. Kleinere Ortschaften am Flusslauf sind Puente Durand und Huachipa.

## Einzugsgebiet
Der Río Chinchao entwässert ein Areal von 420 km². Das Einzugsgebiet befindet sich vollständig im Distrikt Chinchao. Im Südosten grenzt das Einzugsgebiet an das des oberstrom gelegenen Río Huallaga, im Südwesten an das des Río Chinobamba sowie im Westen und im Norden an das des Río Jarahuasi.

## Ökologie
Der westliche und nordwestliche Teil des Einzugsgebiets des Río Chinchao liegt im Schutzgebiet Área de Conservación Regional Bosque Montano de Carpish („Bergwald von Carpish“).